# Oedignatha bucculenta
Oedignatha bucculenta is een spinnensoort uit de familie van de bodemzakspinnen (Liocranidae).
De wetenschappelijke naam van de soort werd in 1897 gepubliceerd door Tord Tamerlan Teodor Thorell.